# Prințul Mahmud
Șehzade (Prințul) Mahmud (n. 1512, provincia Manisa, Turcia – d. 29 octombrie 1521) a fost fiul sultanului otoman Suleiman Magnificul și al Mukerem Hatun. Șehzade Mahmud s-a născut în noiembrie 1512 în Manisa. A murit de variolă la 29 octombrie 1521, când avea 9 ani. Mormântul său se află în Complexul Prinților din Moscheea Yavuz Sultan Selim.
Bunicii săi au fost Selim I, Ayse Hafsa Sultan, iar printre frații/surorile sale s-au aflat Șehzade Mustafa, Șehzade Mehmet, Șehzade Ahmed, Șehzade Murad, Selim II, Șehzade Bayazid, Șehzade Cihangir, Mihrimah Sultan și Fatma-Nur sultan.